# Ganonema uchidai
Ganonema uchidai är en nattsländeart som beskrevs av Iwata 1930. Ganonema uchidai ingår i släktet Ganonema och familjen Calamoceratidae. Inga underarter finns listade i Catalogue of Life.